# 福克蘭群島足球代表隊
福克蘭群島代表隊是代表福克蘭群島的足球代表隊，由福克蘭群島足球聯賽（Falkland Islands Football League）管理。由於南美足協成員國在主權爭議中支持阿根廷，福克蘭群島無法加入南美足協，因此亦不能成為國際足協會員。因此，該隊無法參加世界盃和美洲盃等官方賽事。球隊曾於2001年、2005年、2009年、2011年、2013年、2015年、2017年和2023年參加島嶼運動會。2013年，球隊取得歷史性勝利並獲得銅牌。
在聯賽停辦兩年後，福克蘭群島足球聯賽（FIFL）決定全面改革，制定章程並選出委員會成員。章程獲球員通過後，組織了由四支球隊組成的新聯賽，球員由各隊隊長挑選。聯賽於11月9日開幕。
同時，福克蘭群島國家隊任命吉米·柯蒂斯為主教練，帶領球隊參加2009年在奧蘭群島舉行的島嶼運動會。超過23名球員入選，並於2008年9月開始訓練。由於路途遙遠，乘坐英國皇家空軍和南美航空航班的費用昂貴，加上需要帶16-18名球員，使得足球隊通常每四年才能參加一次島嶼運動會。由於群島位置偏遠且人口稀少，史丹利隊只能與軍隊球隊或到訪軍艦的球隊進行比賽。
福克蘭群島足球隊參加了2017年6月24日至30日在哥特蘭舉行的2017年島嶼運動會。這是福克蘭群島第七次參加島嶼運動會。他們被分在D組，與馬恩島、蒙島和希特拉同組。在小組賽三戰皆負後，他們在第15名附加賽中以0-3不敵奧爾德尼。

## 賽事記錄

### 島嶼運動會
| 島嶼運動會記錄 | 島嶼運動會記錄 | 島嶼運動會記錄 | 島嶼運動會記錄 | 島嶼運動會記錄 | 島嶼運動會記錄 | 島嶼運動會記錄 | 島嶼運動會記錄 | 島嶼運動會記錄 |
| 年份           | 賽段           | 排名           | 參賽場數       | 勝             | 和             | 負             | 進球           | 失球           |
| -------------- | -------------- | -------------- | -------------- | -------------- | -------------- | -------------- | -------------- | -------------- |
| 1989年         | 未有參賽       | 未有參賽       | 未有參賽       | 未有參賽       | 未有參賽       | 未有參賽       | 未有參賽       | 未有參賽       |
| 1991年         | 未有參賽       | 未有參賽       | 未有參賽       | 未有參賽       | 未有參賽       | 未有參賽       | 未有參賽       | 未有參賽       |
| 1993年         | 未有參賽       | 未有參賽       | 未有參賽       | 未有參賽       | 未有參賽       | 未有參賽       | 未有參賽       | 未有參賽       |
| 1995年         | 未有參賽       | 未有參賽       | 未有參賽       | 未有參賽       | 未有參賽       | 未有參賽       | 未有參賽       | 未有參賽       |
| 1997年         | 未有參賽       | 未有參賽       | 未有參賽       | 未有參賽       | 未有參賽       | 未有參賽       | 未有參賽       | 未有參賽       |
| 1999年         | 未有參賽       | 未有參賽       | 未有參賽       | 未有參賽       | 未有參賽       | 未有參賽       | 未有參賽       | 未有參賽       |
| 2001年         | 小組賽         | 第11名         | 4              | 1              | 0              | 3              | 5              | 26             |
| 2003年         | 未有參賽       | 未有參賽       | 未有參賽       | 未有參賽       | 未有參賽       | 未有參賽       | 未有參賽       | 未有參賽       |
| 2005年         | 小組賽         | 第10名         | 5              | 1              | 0              | 4              | 3              | 18             |
| 2007年         | 未有參賽       | 未有參賽       | 未有參賽       | 未有參賽       | 未有參賽       | 未有參賽       | 未有參賽       | 未有參賽       |
| 2009年         | 小組賽         | 第16名         | 4              | 0              | 0              | 4              | 3              | 14             |
| 2011年         | 小組賽         | 第13名         | 4              | 1              | 0              | 3              | 4              | 17             |
| 2013年         | 季軍           | 第3名          | 4              | 2              | 0              | 2              | 8              | 18             |
| 2015年         | 小組賽         | 第12名         | 4              | 1              | 0              | 3              | 3              | 11             |
| 2017年         | 小組賽         | 第16名         | 4              | 0              | 0              | 4              | 3              | 13             |
| 2019年         | 未有參賽       | 未有參賽       | 未有參賽       | 未有參賽       | 未有參賽       | 未有參賽       | 未有參賽       | 未有參賽       |
| 2023年         | 小組賽         | 第14名         | 4              | 0              | 1              | 3              | 3              | 13             |
| 2025年         | 未有參賽       | 未有參賽       | 未有參賽       | 未有參賽       | 未有參賽       | 未有參賽       | 未有參賽       | 未有參賽       |
| 總計           | 最佳：季軍     | 8/17           | 33             | 6              | 1              | 26             | 35             | 130            |

1. ↑  未舉辦足球賽事（改為在安格爾西舉行2019年國際運動會足球錦標賽）。

## 外部連結
- Fedefútbol檔案 的存檔，存档日期2012-02-05.
- Roon Ba上的比賽列表
- Worldstadia的體育場檔案
- CSANF官方網站
- 最偏遠的足球網站